# Gyrostoma euchlorum
Gyrostoma euchlorum is een zeeanemonensoort uit de familie van de Actiniidae. De wetenschappelijke naam van de soort is voor het eerst geldig gepubliceerd in 1834 door Hemprich & Ehrenberg in Ehrenberg.